# Stages (álbum de Melanie C)
Stages é um álbum gravado pela cantora britânica Melanie C que consiste em covers de canções de diversas peças teatrais e filmes. O disco é o sexto lançamento da cantora, e o quarto lançado através de sua própria gravadora, a Red Girl Records. O álbum se tornou o primeiro trabalho de Melanie onde ela não é creditada como compositora. Chisholm também trabalhou com a cantora Emma Bunton no projeto. A versão digital do ITunes acompanha uma faixa bônus, o cover de "Anything Goes", de Cole Porter. 

## Faixas
| N.º | Título                                       | Musical                        | Duração |  |
| 1.  | "Maybe This Time"                            | Cabaret                        | 3:37    |  |
| 2.  | "Another Hundred People"                     | Company                        | 2:47    |  |
| 3.  | "I Know Him So Well" (featuring Emma Bunton) | Chess                          | 4:24    |  |
| 4.  | "Aren't You Kinda Glad We Did?"              | The Shocking Miss Pilgrim      | 3:12    |  |
| 5.  | "I Don't Know How to Love Him"               | Jesus Christ Superstar         | 5:22    |  |
| 6.  | "Both Sides Now"                             | Priscilla, Queen of the Desert | 5:01    |  |
| 7.  | "Ain't Got No / I Got Life"                  | Hair                           | 3:09    |  |
| 8.  | "I Just Don't Know What to Do with Myself"   | Shout! The Mod Musical         | 3:24    |  |
| 9.  | "I Only Have Eyes for You"                   | Dames                          | 3:20    |  |
| 10. | "Tell Me It's Not True"                      | Blood Brothers                 | 5:09    |  |
| 11. | "My Funny Valentine"                         | Babes in Arms                  | 2:57    |  |
| 12. | "Something Wonderful"                        | The King & I                   | 2:52    |  |

| iTunes faixas bônus |                 |               |         |  |
| N.º                 | Título          | Musical       | Duração |  |
| 13.                 | "Anything Goes" | Anything Goes | 2:57    |  |

## B-side
| Título                  | Single                                      | Musical  | Duração |
| ----------------------- | ------------------------------------------- | -------- | ------- |
| You'll Never Walk Alone | "I Know Him So Well" - CD, digital download | Carousel | 2:46    |

## Paradas musicais
| Parada musical (2012) | Melhor posição |
| --------------------- | -------------- |
| Irish Albums Chart    | 83             |
| Scottish Albums Chart | 79             |
| UK Albums Chart       | 50             |
| UK Indie Albums Chart | 7              |

## Histórico de lançamento
| Região      | Data                  | Gravadora        |
| ----------- | --------------------- | ---------------- |
| Reino Unido | 9 de setembro de 2012 | Red Girl Records |